# 1176年
| 千纪： | 2千纪 |
| 世纪： | 11世纪 \| 12世纪 \| 13世纪 |
| 年代： | 1140年代 \| 1150年代 \| 1160年代 \| 1170年代 \| 1180年代 \| 1190年代 \| 1200年代                                               |
| 年份： | 1171年 \| 1172年 \| 1173年 \| 1174年 \| 1175年 \| 1176年 \| 1177年 \| 1178年 \| 1179年 \| 1180年 \| 1181年                     |
| 纪年： | 丙申年（猴年）；西夏祐七年；大理盛德元年；金大定十六年；西辽崇福十三年；南宋淳熙三年；自杞乾贞元年；越南貞符元年；日本安元二年 |

## 大事记
- 5月29日——莱尼亚诺战役。
- 9月17日——拜占庭軍在密列奥塞法隆战役敗給塞爾柱突厥羅姆蘇丹國，使得1071年曼齊克特戰役後拜占庭帝國百年來恢復的軍事力量遭遇重創。
- 高麗趙位寵被官軍平定。

## 逝世
- 趙位寵，高麗文臣，官至兵部尚書、西京（今平壤）留守。
- 段和誉，大理国君主。